# 隋振江
隋振江（1963年8月—），辽宁大洼人。男，汉族。1985年8月参加工作，1984年加入中国共产党。中华人民共和国政治人物。

## 生平
曾任中共西城区区委常委、区政府副区长，北京市人民政府副秘书长，北京市住房和城乡建设委员会党组书记、主任。2011年5月6日，中共北京市委任命他为中共海淀区委副书记。次日，海淀区人大常委会任命他为区人民政府副区长、代理区长。同年12月24日，隋振江当选海淀区区长。他还曾任海淀区北部地区开发建设委员会主任等职务。2012年4月，任中共海淀区委书记。2015年5月，任北京市人民政府副市长、中共海淀区委书记。2015年6月，不再兼任中共海淀区委书记。2019年1月，出任新成立的北京城市副中心党工委书记、管委会主任。
2023年1月，北京市人民政府换届后，隋振江不再担任市人民政府副市长，但继续担任市人民政府党组成员。